# Witton-le-Wear
Witton-le-Wear är en civil parish i Storbritannien.   Den ligger i kommunen Durham i riksdelen England, i den centrala delen av landet, 400 km norr om huvudstaden London. Antalet invånare är 690.